# 大阪発プラス1
『大阪発プラス1』（おおさかはつプラスワン）は、1988年4月4日から1990年3月30日まで読売テレビで放送された平日夕方の関西ローカルワイドニュース番組である。

## 番組概要
関西ローカルのニュース番組は1982年4月5日から『きんきTODAY』『ニュースワイド TODAY』と18時台前半（『NNNニュースワイド TODAY』は1987年10月5日から1988年4月1日まで全国ニュース内包で1時間枠）で放送されたが、1988年4月4日スタートの『NNNニュースプラス1』から18時台後半（18:30 - 19:00）に移動し、当初1年間（1989年3月31日まで）はNNNニュースプラス1の番組内コーナーとして放送されていた。1989年4月3日からはそれを形式上分離してこの番組が放送された。キャスターはNNNニュースワイドTODAYの後期に続いて報道局記者・岡俊太郎が務めた。
なお、放送当時の新聞テレビ欄では、日本テレビ発の全国ニュースを含め一括で『徳光・岡の[N]プラス1』と番組名が表記され、大阪発のパートが始まると岡が「こんばんは。大阪発のプラス1です」と挨拶していた。1988年7月の2代目社屋移転の初日には、全国版メインキャスターの徳光和夫も生出演し、関東でもローカルニュースを除き共同企画として放送された。1990年4月2日から『ニューススクランブル』へと受け継がれる。

## 放送時間
- 1988年4月4日 - 1990年3月30日 月曜日 - 金曜日 18:00 - 19:00

## 出演者

### キャスター
- 岡俊太郎（読売テレビ報道局記者）
- 植村なおみ（読売テレビアナウンサー）
それまでアシスタントは現役の女子大生を起用していたが、彼女らが急きょ卒業旅行のため番組出演が不可能になり、入社して１年目の新人アナが1990年1月から3月までアシスタントを担当。植村アナは後日、ニューススクランブルのキャスターになっている。[要出典]

### 天気予報
- 小谷純久（当時 日本気象協会職員）